# Claus Larass
Claus Larass (* 1. November 1944 in Jüterbog) ist ein deutscher Journalist und Medienmanager. Er war unter anderem Chefredakteur der Bild-Zeitung und Mitglied des Vorstands der Axel Springer AG.

## Laufbahn
Larass' journalistische Laufbahn begann in den Jahren 1966–68 zunächst mit einem Volontariat beim Fränkischen Anzeiger, anschließend wurde er Redakteur beim Kölner Stadtanzeiger und Donaukurier. 1973 wechselte er zum Axel Springer Verlag und wurde dort Ressortleiter Innenpolitik bei der Welt, im Anschluss daran Ressortleiter des Politikressorts der Schwesterzeitung Welt am Sonntag. Nachdem er seit 1980 als freier Autor gearbeitet hatte, wurde er 1986 zum stellvertretenden Chefredakteur der Bild am Sonntag ernannt. In den Jahren 1988–1991 war Larass beim Burda-Verlag als stellvertretender Chefredakteur der Bunten tätig, ab 1991 dann wieder als Nachfolger von Wilhelm Pannier für den Axel Springer Verlag als Chefredakteur der B.Z. und B.Z. am Sonntag.
1992 trat Larass die Nachfolge von Hans-Hermann Tiedje als Chefredakteur der Bild-Zeitung an und wurde 1996 auch Herausgeber dieser Zeitung wie auch der Bildwoche, der er 1995 acht Monate lang ebenfalls als Chefredakteur vorgestanden hatte. Im Gegensatz zu seinem Vorgänger, der auch nach seinem Abschied von Bild eine provokante Medienfigur blieb (die taz nannte ihn 1998 „Rambo des deutschen Boulevardjournalismus“), trat Larass nach außen kaum in Erscheinung. 1998 übergab er seine Funktion als Chefredakteur schließlich seinem Nachfolger Udo Röbel und rückte in den Vorstand der Axel Springer AG auf. Im Juni 1999 nahm er als Nebentätigkeit ein Aufsichtsratsmandat der damaligen Hamburger Systematics AG an, die im September 1999 an den Neuen Markt gegangen ist.
Zum 1. November 2000 Vorstand für "Information, Nachrichten und politische Sendungen" der einen Monat zuvor gegründeten ProSiebenSat.1 Media AG. Wegen einer vom damaligen Hauptaktionär der ProSiebenSat.1 Medien AG Haim Saban veranlassten Reorganisation des Konzerns verließ Larass zum Ende des Jahres 2003 das Unternehmen.
Seit mindestens 2000 bis August 2005 nahm er ebenfalls ein Mandat im Aufsichtsrat der Lufthansa CityLine wahr.
Ab 1. Januar 2003 war Larass Aufsichtsratsmitglied des Verlags M. DuMont Schauberg. Für diesen verantwortete er die Neugestaltung der Boulevardzeitung Direkt, die jedoch zum Ende des Jahres 2006 eingestellt wurde. Auch sollte er ein Konzept erstellen, die von der britischen Mecom Group Boulevard-Titel Berliner Kurier, Kölner Express und die Hamburger Morgenpost enger zu verzahnen. 2011 wurde seine Beratertätigkeit für DuMont Schauberg eingestellt.